# 殷凯
殷凯（3世纪？—314年），汉赵官员、将军。《十六国春秋》又作段凯。
他骁勇善射，喜好读书，担任御史中丞。为御史公正不避权贵，号称老虎。314年六月，殷凯与刘曜、赵染率军数万进攻长安，西晋将领麹允在冯翊迎战，麹允兵败收兵。当夜，麹允夜袭殷凯大营，殷凯兵败战死。